# Оптична ілюзія

Кола, що ніби рухаються. Ілюзія, подібна до «рухомих слимаків» японського психолога Акійоші Кітаоки

Оптична ілюзія (зорова ілюзія) — помилка в зоровому сприйнятті, викликана неточністю або неадекватністю процесів неусвідомлюваної корекції зорового образу (місячна ілюзія, неправильна оцінка довжини відрізків, величини кутів або кольору зображеного об'єкта, ілюзії руху, «ілюзія відсутності об'єкта» — банерна сліпота тощо), а також фізичними причинами («Плескатий Місяць», «зламана ложка» у склянці з водою). Причини оптичних ілюзій досліджують як з погляду фізіології зору, так і в межах вивчення психології зорового сприйняття.
У художніх зображеннях навмисне спотворення перспективи викликає особливі ефекти, найкраще відомі за роботами Мауріца Ешера.
Деякі оптичні ілюзії вивчалися в рамках гештальтпсихології (напр. Акійоші Кітаока).

## Обман зору
Парейдолія або обман зору — це ефект зорового сприйняття, коли спостерігач свідомо чи мимоволі дає хибне пояснення тій картині, яку спостерігає. Такий ефект добре відомий кожному, хто спостерігав хмари, що біжать по небу, які часом набувають форми відомих зорових об'єктів. Такий самий ефект може відбуватися при спостереженні картини розподілу тіней тривимірних об'єктів при деяких ракурсах відносно джерела світла.
Саме цим пояснюються псевдосенсації на кшталт повідомлення про спостереження на Марсі «людської голови» тощо.
Разом з тим пояснення випадково утворених плям іноді використовується психологами для з'ясування властивостей інтелекту випробуваного, у якого обман зору викликається навмисно. (плями Роршаха).

## Сприйняття кольору

Ілюзія з тінню на шаховій дошці. Квадрати, позначені A і B, мають однаковий відтінок сірого.

Був намальований прямокутник того ж кольору, що з'єднує дві області зображення.

Вже близько ста років відомо, що коли на сітківці ока виникає зображення, яке складається зі світлих і темних областей, світло від яскраво освітлених ділянок ніби перетікає на темні ділянки. Це явище називається оптичною іррадіацією.
Одна з таких ілюзій була описана в 1995 році професором Массачусетського технологічного інституту Едвардом Адельсоном («ілюзія тіні Адельсона»). Адельсон звернув увагу, що сприйняття кольору суттєво залежить від тла (фону) і однакові кольори на різному тлі сприймаються нами як різні, навіть якщо розташовані близько й видні нами одночасно.

## Сприйняття глибини
Ілюзії сприйняття глибини — неадекватне відображення предмета, що сприймається, та його властивостей. Наразі найбільш вивченими є ілюзорні ефекти, які спостерігаються при зоровому сприйнятті двовимірних контурних зображень. Мозок несвідомо бачить малюнки тільки одноопуклі (одноввігнуті). Сприйняття залежить від напрямку зовнішнього (реального чи позірного) освітлення.

## Сприйняття розміру
Ілюзії часто призводять до абсолютно неправильних кількісних оцінок реальних геометричних величин. За деяких обставин можна помилитися на 25 % і більше щодо розмірів предмета, якщо окомірні оцінки не перевірити лінійкою.
Окомірні оцінки геометричних реальних величин дуже сильно залежать від характеру фону зображення. Це стосується довжин (ілюзія Понцо), площ, радіусів кривини, кутів, форм тощо.

## Картинки-перевертні
Картинка-перевертень — вид оптичної ілюзії, за якої від напрямку погляду залежить характер сприйманого об'єкта. Однією з таких ілюзій є «качкозаєць»: зображення може трактуватися і як зображення качки, і як зображення зайця.

## Стерео-ілюзії
Стереопари, накладені на періодичну структуру (Бела Юллеш, Угорщина) дозволяють спостерігати стереозображення, так само як і звичайну стереопару. Періодичне зображення полегшує «розведення» очей, так що після фокусування очей на відстань кілька десятків сантиметрів дозволяє побачити стереозображення.
Метод дозволяє частково поєднувати зображення стереопари, знімаючи обмеження на її розмір, однак накладає деякі обмеження на зміст малюнків і практично розраховується за допомогою комп'ютерів.
Відомі також під калькованою з англійської назвою «автостереограми».

## Кімната Еймса
Кімната, придумана Адельбертом Еймсом Молодшим в 1946 році, є прикладом тривимірної оптичної ілюзії. Кімната спроєктована таким чином, що при погляді спереду здається звичайною, з перпендикулярними стінами та стелею. Насправді форма кімнати є трапецією, де далека стіна розташована під дуже гострим кутом до однієї стіни і, відповідно, під тупим кутом до іншої. Правий кут, таким чином, значно ближче до спостерігача, ніж лівий.
Внаслідок ілюзії, що підсилюється, відповідно спотвореними шаховими клітинами на підлозі і стінах, людина, що стоїть у ближньому куті, виглядає велетнем порівняно з тією, що стоїть в далекому. Коли людина переходить з кута в кут, спостерігачеві здається, що вона різко зростає чи, навпаки, зменшується.

## Рухомі ілюзії
Ефект посилюється при нахилах, обертаннях, наближенні / віддаленні голови
- Нерухоме зображення здається рухомим.
- При розгляданні однакових рухомих м'ячів, можна побачити, що вони різного розміру.
- Одне і те саме анімаційне зображення може відтворювати обертовий об'єкт за годинниковою, проти годинникової або поперемінно (здійснювати коливальні рухи).

## Галерея

Тесеракт
Ілюзія «Кола чи спіралі»
Салатове коло, що біжить і зникає (Ефект Трокслера)
Червоний на білому здається світлішим, на чорному - темнішим. Ближче до лівого краю білі смуги здаються червонішими, а червоні на чорному до правого краю - білішими. При переведенні погляду на середині малюнка зі смуг чорного на білі, останні «зміщуються» вгору
Ілюзія сприйняття кольору Адельсона. Помічений верхній паралелограм здається темнішим за помічений нижній; мітка на «світлому» паралелограмі здається яскравішою й світлішою, ніж на «темному»
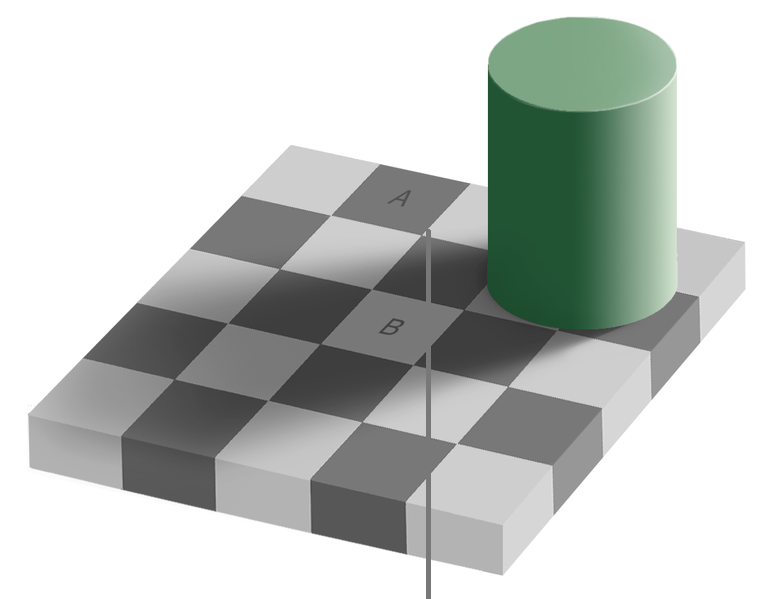
Паралелограми А і В, лінія, що проходить по них — однакового кольору
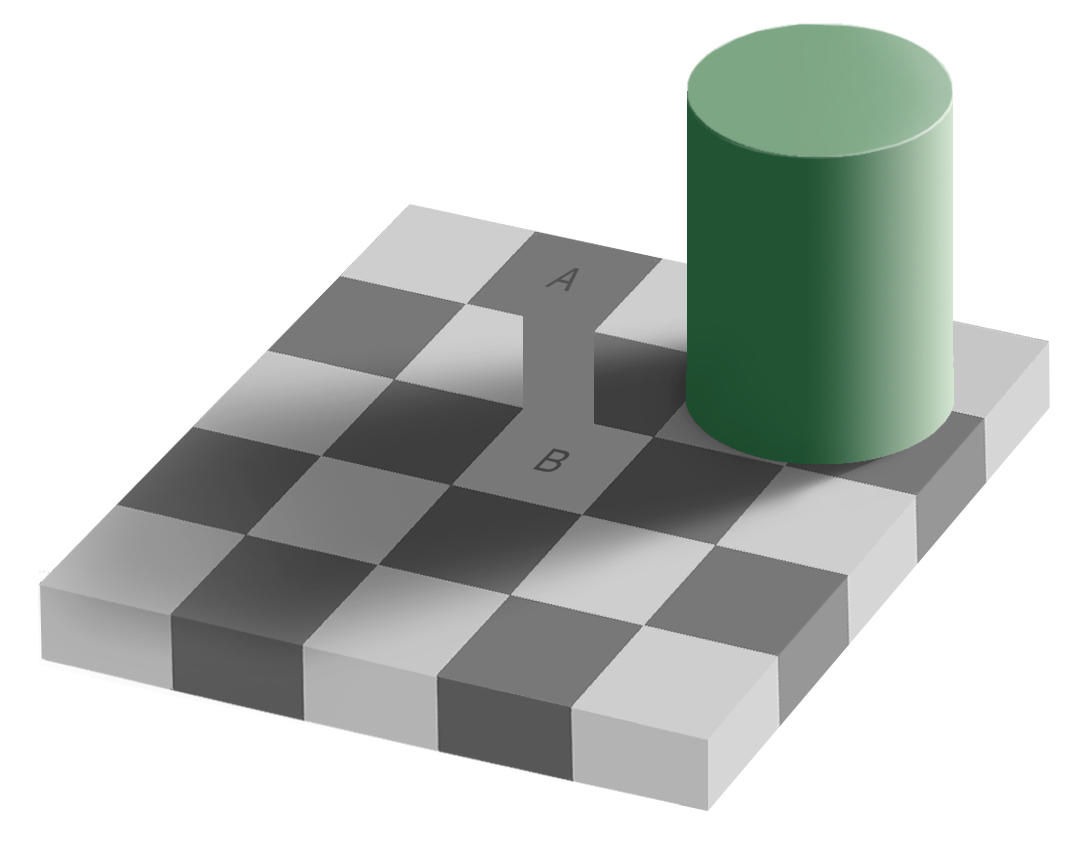
Якщо довго дивитися на паралелограми А, В та місце їх з'єднання, то вони стануть одного кольору
Контрастна Ілюзія
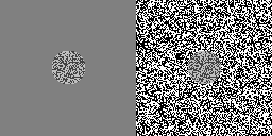
Насправді центри ідентичні
Центральна смуга однієї яскравості
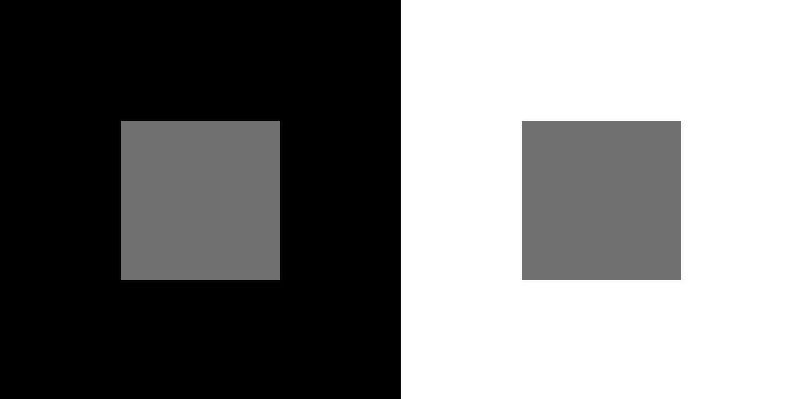
Малі квадрати однієї яскравості
Кола «викривляють» сторони квадрата
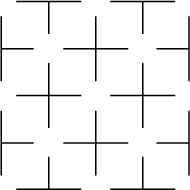
Лінії впираються в ілюзорні кола
Коло в центрі на нижньому зображенні усуває ілюзію світлого ілюзорного кола верхнього зображення
Ілюзорні трикутники
Ілюзія ґратки
Ілюзія сприйняття розміру
Шестикутна ґратка створює ефект появи трикутників різного розміру в різних її місцях
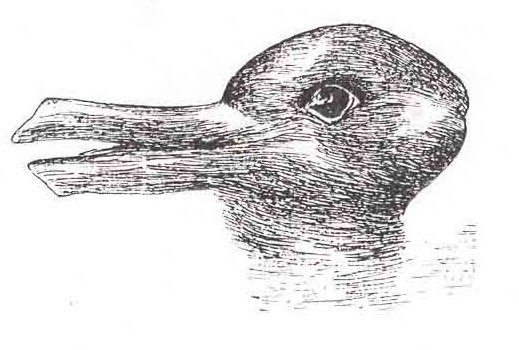
Перевертень-«качкозаєць»
Ще одна картинка-перевертень
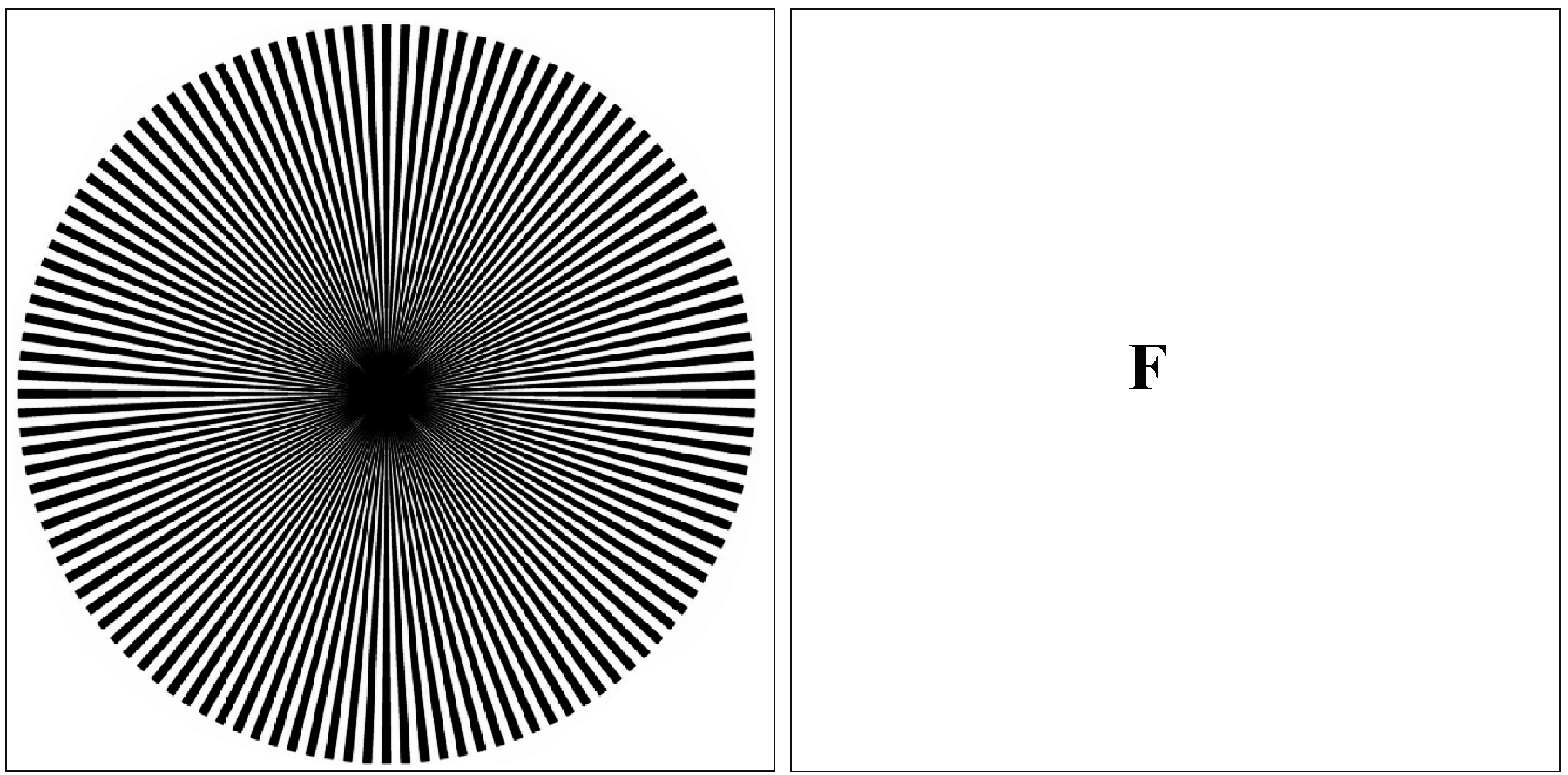
При тривалому вдивлянні в «темряву труби» смуги починають «ворушиться». При перенесенні погляду на F видно негатив
Рухома ілюзія «В який бік?»
Ілюзія «За годинниковою, проти годинникової або поперемінно»
Ілюзія руху (слід дивитися на чорну точку в центрі й рухати головою вперед-назад; кола навколо точки почнуть рухатися)
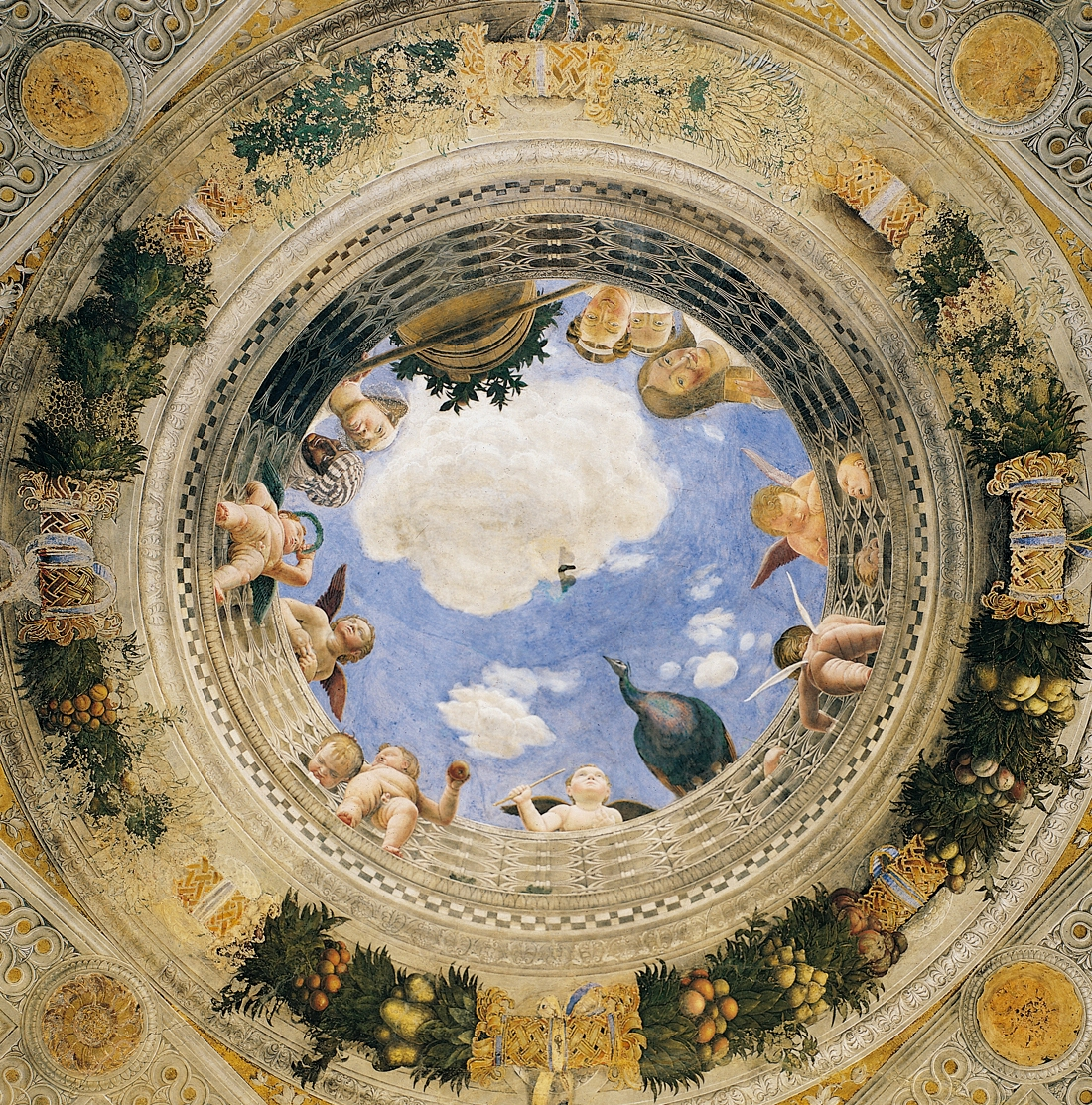
Оптична ілюзія використовується в художньому прийомі тромплей (розпис Мантеньї)
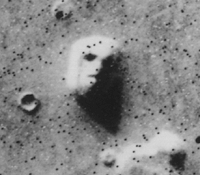
«Обличчя Марса» — один з найвідоміших прикладів так званої парейдолії
Ілюзія Еббінгауза: два помаранчеві кола мають абсолютно однакові розміри, проте, ліве коло видається меншим.

## Інші ілюзії
- Ілюзія Цельнера
- Ілюзія Вундта
- Загадка зниклого квадрата